# Magnus Björnstjerna (1805–1898)
Johan Magnus Björnstjerna, född 28 januari 1805 på Christinelund i Arby församling, Kalmar län, död 20 mars 1898 i Stockholm. Han var arméöverste, riksdagsman och Sveriges krigsminister 1858–1862.
Magnus Björnstjerna var son till översten Magnus Johan Björnstjerna, ursprungligen Wahlbom, som adopterats på den adliga ätten Björnstjerna via mödernet, och till bergsman- och brukspatronsdottern Sara Elisabeth Nilsson vars mor tillhörde släkten Swartz. Farfadern var Johan Gustaf Wahlbom.
Björnstjerna deltog som kompanichef i svenska expeditionen till Fyn 1848 och var överste och chef över första livgrenadjärregementet 1854–1858. Han var statsråd och chef över lantförsvarsdepartementet 1858–1862. I riksdagen var Björnstjerna ledamot av Ridderskapet och adeln från 1834 till ståndsriksdagens avskaffande. Han var därefter ledamot av första kammaren 1867–1875, invald i Kalmar läns södra valkrets. Magnus Björnstjerna blev ledamot av första klassen av Kungliga Krigsvetenskapsakademien 1858.

## Befordringshistorik
Magnus Björnstjerna blev fänrik vid Svea livgarde 1822 och befordrades till löjtnant 1828. År 1839 utnämndes han till kapten och avancerade till major 1851. Samma år blev han överstelöjtnant vid Västmanlands regemente. År 1854 befordrades han till överste och utnämndes till chef för första livgrenadjärregementet. År 1858 blev han generalmajor, och 1867 avancerade han till generallöjtnant. Han erhöll avsked 1871, men utnämndes 1874 till general.

## Utmärkelser

### Svenska utmärkelser
- Riddare och Kommendör av Serafimerorden,
- Kommendör av Svärdsorden,
- Riddare av Nordstjärneorden,
- Riddare av Carl XIII:s orden,

### Utländska utmärkelser
- Storkoret av Danska Dannebrogorden,